# Alain Soral
Pour les articles homonymes, voir Bonnet et Soral.
Ne doit pas être confondu avec Alain Soreil.
Alain Bonnet, dit Alain Bonnet de Soral, plus connu sous le nom d'Alain Soral, né le 2 octobre 1958 à Aix-les-Bains en Savoie, est un idéologue d'extrême droite franco-suisse. Il exerce au cours de sa carrière les rôles d'essayiste, de comédien, de réalisateur, de chef d’entreprise et d'influenceur web. Il défend des idées antisémites, négationnistes, conspirationnistes, sexistes, masculinistes, transphobes et homophobes.
Évoluant dans les médias et le monde du spectacle jusqu’au début des années 2000, il se fait connaître avec la publication de plusieurs essais. Il devient progressivement un idéologue d’extrême droite, oscillant entre un antisémitisme ancien et le nouvel antisémitisme, en compagnonnage avec Dieudonné,,.
Affirmant avoir été encarté au Parti communiste français dans les années 1990, il se rapproche dans les années 2000 du Front national (FN), dont il est un temps membre du comité central, puis fonde en juin 2007, avec d’anciens membres du GUD, l’association Égalité et Réconciliation (E&R) qu’il préside depuis lors. Il quitte le FN en février 2009 et se présente aux élections européennes de juin 2009, en cinquième position sur la « liste antisioniste » conduite en Île-de-France par Dieudonné.
En mars 2011, il fonde la SARL Culture pour tous, qui comprend notamment la maison d’édition Kontre Kulture.
Depuis 2008, Alain Soral est régulièrement condamné, notamment à une peine de prison ferme en 2019, pour « diffamation », « injures raciales ou antisémites », « incitation à la haine raciale », « provocation à la haine, la discrimination ou la violence », « apologie de crime de guerre et contre l'humanité », « négationnisme » par la justice française, mais il vit en Suisse.
En juillet 2020, le média social YouTube supprime les deux chaînes ERTV d'Alain Soral, pour diffusion de « contenu incitant à la haine ».

## Biographie

### Famille et jeunesse
Alain Soral naît en Savoie en 1958. Il est le frère de la productrice Jeanne Soral, née en 1956 et l’actrice Agnès Soral, née en 1960. Son père, Guy Bonnet (1924-1991), d'origine savoyarde franco-suisse, est d'abord clerc de notaire avant de devenir conseiller juridique (sorte d'avocat) ; sa mère est femme au foyer[réf. nécessaire]. 
Sa famille s’étant établie en région parisienne à Meudon-la-Forêt dans les années 1960, il est inscrit à la communale puis au collège Stanislas. 
Se qualifiant lui-même d’« enfant mal-aimé », il vit une enfance difficile, en raison d’une mère qu’il décrit comme « passive et froide » et de la violence de son père qui le bat,,. Il insulte ses parents dans le dossier de presse de son long métrage Confession d’un dragueur. Selon sa sœur Agnès, Alain Soral aurait également souffert au cours de son enfance de l’expropriation par l’État de terrains forestiers appartenant à son père. Cette dernière affirme également avoir pris ses distances avec lui à la suite de ses nombreux propos « misogynes, antisémites et homophobes » qu'elle ne partage pas.
En 1973, le père d’Alain Soral est condamné pour escroquerie et incarcéré à la prison de Champ-Dollon en Suisse. Le couple se sépare dans l’année et les enfants suivent leur mère à Grenoble dans le quartier de la Capuche, puis à Annemasse dans le quartier du Brouaz. Le souvenir d’avoir vécu son adolescence au-dessus d’une loge maçonnique aurait marqué Alain, d’après sa sœur Agnès. À la suite d'une violente dispute avec son père au terme de laquelle il le gifle, Alain Soral, alors en deuxième trimestre de terminale, abandonne sa scolarité et quitte le domicile familial pour aller vivre seul à Paris, en 1976.
Il loue une chambre de bonne rue Fromentin et vit de divers « petits boulots » (chantiers, convoyages, etc.), tout en menant une existence « provo-punk » aux Halles, avant d’être reçu en 1978 aux Beaux-Arts et à l’École des hautes études en sciences sociales — les seuls établissements d’études supérieures accessibles sans baccalauréat — où il suit pendant quelque temps comme élève-stagiaire puis élève les séminaires de Cornelius Castoriadis,,. Le cours d’histoire de l’art l’intéresse particulièrement et l’amène progressivement vers la philosophie. Il découvre la lecture, notamment les essais et les poèmes des collections 10/18 et les bacs de soldes des libraires du quartier Saint-Michel, et il se met à lire quatre heures par jour jusqu’à ses 45 ans. 
Il entame une carrière de peintre dans le groupe d’artistes En avant comme avant, avec lequel il sillonne l’Europe pour des expositions. Il prend alors le nom « Soral » en signant ses œuvres ABS (comme Alain Bonnet de Soral). Il démarre également une initiation à la boxe française, d’abord à la salle Pariset puis à la salle Lafond - il deviendra instructeur fédéral de boxe anglaise en juin 2004.

### Premiers essais et milieu du spectacle

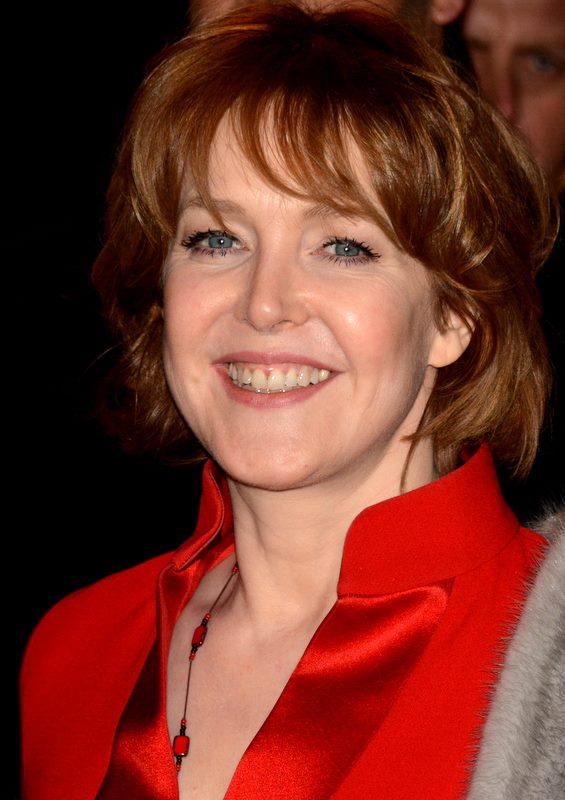
L’actrice Agnès Soral, sœur d’Alain Soral, introduit celui-ci dans le milieu du spectacle au cours des années 1980.

Au début des années 1980, introduit par sa sœur auréolée du succès de Tchao Pantin (cinq césars en 1983), Alain Soral fréquente la « nébuleuse noctambulo-artistique parisienne », aux Bains-Douches ou au Palace. 
Il se lie étroitement avec Alexandre Pasche et Éric Walter (devenu critique d’art sous le nom d'Hector Obalk), rencontré aux Bains-Douches et dont les parents l’hébergèrent un temps. Tous trois coécrivent l’ouvrage Les Mouvements de mode expliqués aux parents, paru en 1984. Il vit néanmoins très mal que seul un des coauteurs, Hector Obalk, soit invité à l’émission Apostrophes, au point que cet épisode le marque durablement. Il déclare ainsi : « J’ai été manipulé par un Juif qui a tiré la couverture à lui. À partir de ce jour-là, j’ai étudié le Talmud, l’histoire du sionisme. J’ai découvert que la trahison et la solidarité étaient au fondement de cette culture. » Les Mouvements de mode expliqués aux parents est traduit en japonais et, grâce à ses droits d’auteur, Alain Soral s’installe rue Galande. 
Lancé dans le milieu de la mode, il donne de 1984 à 1987 des cours sur « l’histoire et l’analyse de la mode contemporaine » à l’École supérieure des arts et techniques de la mode (Esmod) et publie en 1987 un nouvel ouvrage sur ce thème, intitulé La Création de mode, initialement manuel de cours destiné à l’Esmod. Le succès des Mouvements de mode expliqués aux parents lui permet de connaître un début de notoriété médiatique : il apparaît en octobre 1985 dans une émission de FR3, dans laquelle il s'exprime sur les « looks » contemporains.
À la même époque, Soral prend pour mentor un dragueur de rue rencontré aux Quartier des Halles, « Laurent le Kabyle ». Il mène alors un mode de vie de dragueur de rue de façon intensive pendant deux ans tout en vivant des cours qu'il donne à l'Esmod : « À 1500 F de l’heure, ça m’a permis de passer le reste de mon temps à draguer. Une pratique un peu honteuse et plutôt désespérée que je justifiais par l’idée d’en faire aussi un livre. » Cette activité marginale fut la source de son roman autobiographique La Vie d’un vaurien et de son essai sur les techniques de drague, Sociologie du dragueur, qu’il publia par la suite. Il apparaît en outre périodiquement, en tant qu'invité ou comme chroniqueur, dans des émissions présentées par Thierry Ardisson ou Patrice Drevet.
Durant cette période, il échange des lettres avec son père incarcéré en Suisse, tout en étant en butte à des difficultés psychiatriques, qu'il décrit comme une dépression. Plutôt que d’accepter un poste de planneur-stratégique dans une grande agence de publicité, CLM BBDO, il dilapide son pécule en vêtements sur mesure à Londres. De 1988 à 1990, en délicatesse avec le fisc et de tendance suicidaire, il décide d’aller vivre à la campagne et se serait installé dans la demeure d'un ami, nommée La Bosselette, près de Dieppe, puis dans un ermitage en Côte d’Or, où il rédige son premier roman autobiographique sur le thème de la drague, La Vie d’un vaurien, inspiré du recueil d’Édouard Limonov : Journal d’un raté. Le livre est publié la même année mais ne se vend pas. 

C’est alors qu’il s’intéresse aux techniques cinématographiques. Il réalise deux spots publicitaires pour Mélodie Movies et écrit puis réalise Chouabadaballet : Une dispute amoureuse entre deux essuie-glaces, un court métrage qui sera diffusé sur Canal+. Lors de son passage en 1992 dans l’émission de Mireille Dumas Bas les masques sur le thème des dragueurs de rue, il déclare : 
« Moi ce que j’aimais bien dans la drague de rue, c’est qu’il y avait un aspect lutte des classes. Le schéma qui marchait le mieux et qui était le plus réjouissant, c’était les deux paumés qui avaient pour eux leur méchanceté et leur vice de connaître un peu mieux la rue, qui arrivaient à séduire des filles de bourgeois un peu méprisantes mais qui connaissent pas bien la vie, et qui arrivaient par ce travail de séduction à capter un peu de plus-value extorquée des parents de la riche aux parents du pauvre. Pour moi il y avait un côté lutte de classes. Et moi je le dis à un moment donné, au bout de mon parcours de dragueur, j’ai pas seulement écrit un livre, je suis rentré au Parti communiste ; et pour moi c’était totalement lié. »
Alain Soral affirme avoir rejoint le Parti communiste français autour de 1990 et y milite jusqu’en 2000 à la cellule Paul-Langevin. C’est dans ce cadre internationaliste qu’il part au Zimbabwe comme reporter, à la suite du décès de son père en 1991, peu après la fin de son incarcération. De retour à Paris, il écrit et réalise son second court métrage, Les Rameurs : Misère affective et culture physique à Carrières-sur-Seine en 1993, puis écrit les films Les Vauriens et Z’y va ! pour Agat Films & Cie. Il est pigiste pour le magazine féminin 20 ans pour lequel il rédige des billets d’humeur. Il écrit également dans Entrevue, à la rubrique « Rumeurs ».
Entre 1994 et 1996, il approfondit ses lectures de Karl Marx, Georg Lukács, Henri Wallon, Lucien Goldmann et Michel Clouscard et se remet au journalisme, avant de partir au Brésil pour une tournée de conférences sur la création de mode. À son retour, grâce à une avance d’un éditeur, il part pour le Pays basque afin d’y rédiger au calme son essai Sociologie du dragueur, fort de ses « sept cents conquêtes ». Écoulé à plus de 50 000 exemplaires en 2017, celui-ci deviendra le plus célèbre de ses ouvrages. Il entre à la section de boxe de l’Aviron bayonnais, puis rencontre Maylis Bourdenx, sa future femme. Ils se marient le 21 décembre 1996, et divorcent en 2009. À la suite du succès de Sociologie du dragueur — publié aux Éditions Blanche dirigées par Franck Spengler — Alain Soral joue son propre rôle au cinéma dans Parfait Amour ! de Catherine Breillat en 1996. Il poursuit sur sa lancée en 1999 avec Vers la féminisation ?, dans lequel il développe une rhétorique antiféministe.
Alain Soral connaît alors une nouvelle période de notoriété médiatique, s'étant affirmé comme un « bon client » des plateaux de télévision. Entre 1999 et 2004, Thierry Ardisson, avec qui il est ami depuis les années 1980, l’invite à quatre reprises dans son émission Tout le monde en parle. En 2000, il est invité à trois reprises dans l’émission C’est mon choix d’Évelyne Thomas (produite par Jean-Luc Delarue). Soral intervient également chez Paul Wermus à l’émission Piques et polémiques en 2003 et 2004, où il prend position lors de ce dernier passage pour défendre l’humoriste Dieudonné accusé d’antisémitisme.
En 2001, il réalise son premier long métrage Confession d’un dragueur avec Thomas Dutronc et Saïd Taghmaoui en tête d’affiche. Il touche 89 000 € pour ce film selon Molard et D'Angelo. Le producteur Jean-François Lepetit raconte à ce sujet : « Son scénario était prometteur. Mais au moment du tournage, j’ai réalisé que ce que je croyais être de l’ironie était en fait du premier degré. » Portant sur la drague de rue et les rapports de classe, ce film, boudé par la critique et par le public, est déprogrammé au bout d’une semaine. Alain Soral déclare par la suite, au sujet de l’échec de son film et de son parcours dans le milieu du spectacle : « J’ai été massacré par les deux cliques qui tiennent ce milieu, les pédés et les Juifs ». Pour Agnès Soral, c’est la première fois que son frère s’estimait rejeté parce que « goy ». Elle indique également que son frère s’est vu refuser, comme elle, l’entrée dans la franc-maçonnerie en 2004 et qu’il a « rompu les ponts » avec toute sa famille en 2006.

### Passage par le Parti communiste français
Les sources divergent quant à son entrée au Parti communiste français, certains enquêteurs mettant en doute sa réalité tandis qu'Alain Soral lui-même multiplie les versions concernant cette adhésion, : au milieu des années 1980 pour certains,, en 1991 pour Nicolas Lebourg et Joseph Beauregard, entre 1992 et 1994 d’après un CV issu d’un dossier de presse. Sa propre version varie souvent : incapable de dater son engagement, il parle parfois d’une période située entre 1991 et 1993 mais parfois aussi d’un engagement de sept ans. L’écrivain Simon Liberati indique qu’il s’est encarté avec Alain Soral davantage par anticonformisme que par idéologie, jugeant « dommage que le parti disparaisse comme l’Église catholique avait disparu » et qualifiant leur petit cercle de « pieds nickelés ». Selon les auteurs de La Galaxie Dieudonné, cette appartenance au PCF n’a cependant jamais été prouvée. D’après Robin d’Angelo et Mathieu Molard, journalistes à StreetPress, les responsables du parti de l’époque ne se souviennent pas de son passage. Alain Soral a mis en ligne sur son site ses cartes d’adhérent au Parti communiste français à la cellule Paul-Langevin, de 1995 à 2000. Il déclare également avoir animé pendant cette période, aux côtés de Marc Cohen - rédacteur en chef de L'Idiot international de Jean-Edern Hallier -, le « Collectif communiste des travailleurs des médias » (dit aussi « cellule Ramón Mercader »), faisant paraître un bulletin confidentiel aux parutions sporadiques intitulé La Lettre écarlate. Cette initiative n’aurait pas de lien avec le PCF. Selon Jean-Paul Gautier et ses coauteurs, « en réalité, ce collectif était dirigé par Henri Malberg, membre du comité central du PCF. Lors de nos investigations, nous n’avons trouvé aucun document qui laisserait entrevoir qu’Alain Soral aurait joué le rôle qu’il cherche à s’attribuer ». D’après des témoignages recueillis par Mathieu Molard et Robin d’Angelo, c’est néanmoins en côtoyant ce « courant nationaliste encore présent au PCF » qu’il devient « obsédé par les juifs ».
Après avoir fait campagne pour le non au référendum sur le traité de Maastricht de septembre 1992, il déclare avoir participé en mai 1993, toujours avec Marc Cohen, à la rédaction de l’appel « Vers un front national », signé par Jean-Paul Cruse — ancien membre de la Gauche prolétarienne, membre du collectif et délégué SNJ-CGT de Libération, dont il est l’un des fondateurs — et publié en première page de L’Idiot. Cet appel, s’appuyant sur la vision de la « destruction précipitée de la vieille gauche », propose « une politique autoritaire de redressement du pays », rassemblant « les gens de l’esprit contre les gens des choses, la civilisation contre la marchandise — et la grandeur des nations contre la balkanisation du monde […] sous les ordres de Wall Street, du sionisme international, de la bourse de Francfort et des nains de Tokyo » et appelle, pour « forger une nouvelle alliance », à la constitution d’un « front » regroupant « Pasqua, Chevènement, les communistes et les ultra-nationalistes », un nouveau front pour « un violent sursaut de nationalisme, industriel et culturel ». Une polémique naît alors sur l’existence de convergences « rouges-bruns ».
Alain Soral cesse ensuite d'être membre du PCF, disant s’opposer à l’abandon de son contenu révolutionnaire, tout en continuant à approuver l’« outil d’analyse » marxiste.

### Critique des«communautarismes»homosexuel, féministe et juif
Dès le début des années 2000, il pourfend dans ses livres ce qu’il qualifie de communautarisme : il s’en prend vivement aussi bien aux mouvements homosexuels ou féministes qu’aux associations représentatives de la communauté juive, dans des termes qui se veulent souvent provocateurs. Pour Soral, la montée du communautarisme en France est dangereuse pour la République et constitue une atteinte au principe d’universalité républicaine car, à sa conception « fait[e] d’histoires comparées, de métissages, de transformations », elle tendrait à substituer « un débat réduit à la compétition victimaire. Soit l’Histoire ramenée à l’éternelle persécution des femmes, des pédés, des Arabes, des Noirs, des Juifs… ».
Les prises de position d’Alain Soral « anti-communautaristes » sont suivies avec intérêt par Les Identitaires qui tentent en vain un rapprochement avec lui au début de l’année 2004 en lui écrivant deux lettres. En 2006, il signe avec Fabrice Robert et Philippe Vardon, deux figures des Identitaires, un appel à la libération de Michel Lajoye, condamné pour des attentats à l’explosif contre des commerces et des logements de travailleurs maghrébins.
Malgré son hostilité envers l'homosexualité, Soral a affirmé à la radio avoir eu des expériences homosexuelles : « J'ai essayé aussi pour voir. Quand on a envie d'une petite aventure rapide entre 23 heures et 1 heure du matin. On va au square et en une demi-heure, c'est fait. » Selon le cinéaste Vincent Dieutre, Soral tiendrait un « double discours », alors qu'il aurait eu un acte sexuel avec lui ainsi qu'« un garçon » dans les années 1980.

### Association avec Dieudonné

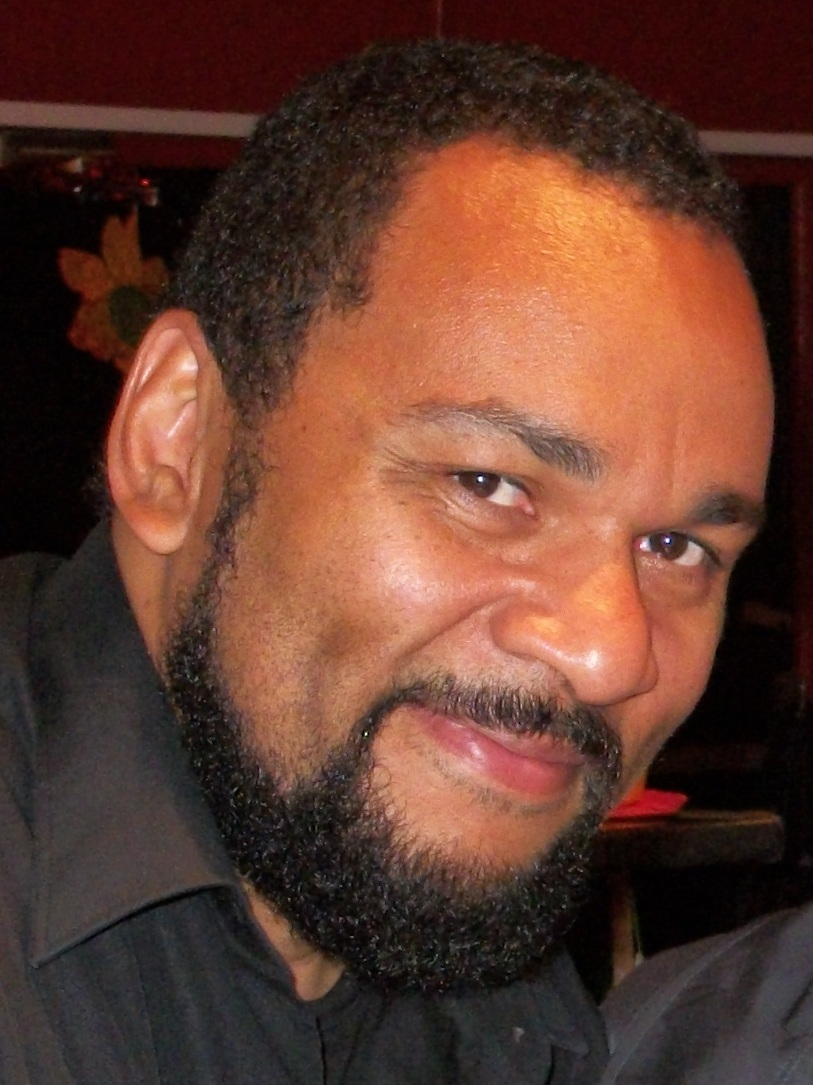
Après avoir critiqué Dieudonné dans un de ses livres, Alain Soral se lie d’amitié avec lui et devient même son éminence grise.

En 2002, Alain Soral publie Jusqu’où va-t-on descendre ? Abécédaire de la bêtise ambiante. L’ouvrage s'écoule à 60 000 exemplaires en un mois, sans aucune promotion ni couverture médiatique, et à 80 000 exemplaires l’année de sa publication, « contre toute attente », d’après Emmanuel Poncet. Cet ouvrage contribue à faire connaître Alain Soral du grand public. Libération classe encore à l'époque Soral comme un « réactionnaire de gauche » : le journal considère, au moment de la sortie de Jusqu’où va-t-on descendre ?, que Soral se situe dans « le mouvement croissant de libération de la parole gauloise (Camus, Houellebecq, Muray, etc.) » tout en soulignant qu'il « débite souvent avec brio une phraséologie « néoréac » en constante contradiction avec la loi Gayssot ».

Dans son livre, Alain Soral s’en prend, parmi de multiples cibles, à Dieudonné, qu’il accuse de vouloir bénéficier d’une « rente de culpabilisation victimaire » dont les Français blancs seraient les victimes. Qualifiant l’humoriste d’« inculte et désormais pas drôle », il ajoute par ailleurs : 
« Si Dieudonné s’énerve sur le populo français […], c’est peut-être parce qu’il lui démange de montrer du doigt la communauté logiquement désignée par sa revendication d’une plus juste représentation des « communautés visibles ? » Une « communauté invisible » surreprésentée dans le showbiz en termes de quotas, mais à laquelle il doit aussi son doux statut de rigolo ». 
Ayant pris connaissance de ces critiques, Dieudonné souhaite rencontrer Soral. En 2004, les deux hommes prennent contact et deviennent finalement amis et politiquement proches, étant notamment tombés d’accord, selon Soral, sur le sujet de l’« antisionisme » et du « lobby juif ». Dès lors, l’essayiste fait figure, de son propre aveu, d’« éminence grise » de Dieudonné,, ce qui permet d’observer une continuité entre ses discours et les spectacles de l’humoriste,. Les journalistes Dominique Albertini et David Doucet relèvent que « comme Dieudonné, en effet, Soral disparaît peu à peu des médias traditionnels à mesure que s'affirme le caractère antisémite et complotiste de son discours ».
S’estimant victimes de déboires comparables du point de vue des agressions physiques et du boycott par les médias, Soral et Dieudonné se sont mutuellement soutenus, participant conjointement à la liste Euro-Palestine aux élections européennes de 2004, avant que le premier s’en retire, suivi par le second.
En 2006, il fait aussi partie — avec notamment Dieudonné, Thierry Meyssan et Frédéric Chatillon (ancien responsable du GUD) — d’une délégation qui se rend au Liban puis en Syrie, et rencontre notamment le président libanais Émile Lahoud, le général Aoun, opposant libanais et, lors d’un passage à Damas, les dignitaires du régime syrien, ainsi qu’Hugo Chávez, président du Venezuela. Pour la politologue Fiammetta Venner, Soral admire un Chávez « aux antipodes de celui admiré par une certaine gauche française. Ce qui intéresse Alain Soral, c’est la répression virile des opposants, la revendication de chrétienté et les provocations contre les États-Unis et les Juifs ».

### Engagement au Front national
Alain Soral se dit marqué par la campagne de Jean-Pierre Chevènement lors de l’élection présidentielle française de 2002 :

« Chevènement pour mon parcours personnel est une sorte de sas. Je n’aurais jamais pu me rapprocher du FN directement. Toute mon idiosyncrasie est formatée par l’extrême gauche. C’est comme des pelures d’oignon qu’il faut enlever. Ce n’est pas possible sans médiation… Quand je vois que Chevènement au cours de la campagne du premier tour de 2002 s’effondre, n’ose pas franchir le Rubicon et on voit tout à coup qu’il n’a pas le courage d’aller au bout… Et finalement le seul qui a le courage, qui n’a pas l’appareil conceptuel finalement cohérent, le seul qui a le courage politique parce qu’il n’a jamais fait partie de la bourgeoisie politique, ce qu’on appelle l’establishment, le seul qui pourra aller jusqu’au bout d’une critique radicale du système s’il était à la limite moins mal entouré parce que c’est comme ça que je le vois, ce serait Le Pen et c’est là que je me dis je milite alors que je suis encore très lié au PC, enfin aux déçus du PC, je dis : « il faut voter Le Pen, c’est le vote révolutionnaire ». »

Pour l’association belge RésistanceS, Alain Soral affichait dans Jusqu’où va-t-on descendre un national-populisme qui préfigurait son engagement au Front national.
Il propose d’abord ses services au Front National par l’intermédiaire de Bruno Gollnisch. Il se lie ensuite d’amitié avec Marine Le Pen, alors à la recherche de personnalités extérieures pour venir alimenter ses réflexions politiques et qui juge intéressante sa ligne sur la « gauche du travail » et la « droite des valeurs, » avant de convaincre Jean-Marie Le Pen,,, à qui il est présenté par Farid Smahi. C’est durant l’automne 2005 qu’il rejoint l’équipe de campagne du FN, où il est chargé des affaires sociales et du problème des banlieues. Ce ralliement n’est révélé par Soral que plus d’un an après, lors d’un entretien paru sur Internet le 29 novembre 2006. Il explique alors sa démarche en affirmant que le Front national constitue le seul parti qui lutte efficacement contre la « déferlante capitaliste et ultralibérale. » En mars 2007, il déclare avoir voté pour Jean-Marie Le Pen aux deux tours de l’élection présidentielle de 2002, après avoir néanmoins été tenté de porter sa voix sur Jean-Pierre Chevènement au premier tour. Le rapprochement d’Alain Soral avec Jean-Marie Le Pen est cependant accueilli alors avec une certaine méfiance par diverses personnalités du Front national.
Alain Soral inspire les discours prononcés par Jean-Marie Le Pen du 1er mai, de la fête des Bleu-blanc-rouge et de Valmy en septembre 2006,. À l’occasion de l’élection présidentielle, il oriente la campagne de Jean-Marie Le Pen, auprès de qui il est « conseiller spécial », vers le national-républicanisme. Son exposition à l’occasion d’une conférence de presse avec Louis Aliot et Marine Le Pen en février 2007 vise à faire contrepoids à l’offensive de Bruno Mégret, accusé d’utiliser l’Union des patriotes (mouvement de soutien à la candidature de Jean-Marie Le Pen) pour se remettre en selle. Le président du FN indique alors : « Il apporte les éléments de sa propre personnalité, son talent, son intelligence. Et le fait qu’il soit un ancien communiste prouve bien la capacité de la nation et du mouvement national d’intégrer les Français quelles que soient leurs origines politiques ». Louis Aliot explique qu'« on le voit peu mais il arrive à convaincre Le Pen que les banlieues allaient voter pour lui, pour remplacer l’électorat qui vote pour Sarkozy ». Marine Le Pen précisera en 2008 : « […] contrairement à ce qui a pu être dit durant la campagne présidentielle, il n’a pas été le décideur de la stratégie de Jean-Marie Le Pen. Jean-Marie Le Pen, que les Français connaissent, a évidemment toujours conservé la maîtrise totale de ses choix stratégiques et celle de sa ligne politique ». Le 22 avril 2007, après le net recul de Jean-Marie Le Pen à l’issue du premier tour, il déclare : « Le Pen méritait la France mais je ne suis pas sûr que la France méritait Le Pen » et annonce qu’il va voter pour Ségolène Royal.
Parallèlement à son engagement au FN, Alain Soral lance en juin 2007, en compagnie de Jildaz Mahé O’Chinal et Philippe Péninque, son propre mouvement, appelé Égalité et Réconciliation (E&R). Cette association qui se présente comme « un club de réflexion politique trans-courants dans la tradition du cercle Proudhon des Berth et Valois, […] entend convertir au nationalisme politique les jeunes des milieux populaires et notamment ceux issus de l’immigration ». Avec le soutien financier des anciens membres du GUD Frédéric Chatillon, Gildas Mahé et Philippe Péninque et la participation de Serge Ayoub, il ouvre Le Local, un bar associatif situé dans le 15e arrondissement de Paris. Néanmoins, cette association entre Soral et Ayoub ne fait pas long feu, et ce dernier conserve seul la gestion du Local ; « les JNR de Batskin n’appréciant pas vraiment les militants arabes d’E&R », selon Frédéric Haziza.
Le 18 novembre 2007, à l’occasion du congrès national du Front national à Bordeaux, Alain Soral qui n’était pas candidat est nommé au comité central par Jean-Marie Le Pen, réélu président du parti.

### Départ du Front national et Liste antisioniste
Le 19 août 2008, Alain Soral annonce sa candidature à l’investiture comme tête de liste du Front national aux élections européennes de 2009 en Île-de-France. Six mois plus tard, le 1er février 2009, il décide de quitter le FN après avoir été relégué à une « place d’honneur » sur la liste. Accusant Marine Le Pen et Louis Aliot de s’être opposés à sa candidature et de chercher à « virer tous les opposants authentiques au système, qu’ils proviennent de la vieille droite des valeurs ou de la vraie gauche sociale », il témoigne des profondes divergences apparues depuis près de deux ans au sein du Front national et ayant conduit au départ de plusieurs personnalités de ce parti, tout en saluant Jean-Marie Le Pen, « homme facétieux et délicat ». Ce dernier dénonce pour sa part un « comportement de petit enfant qui pique une grosse colère » et commente : « Alain Soral est plus fait pour l’écriture ou le show business que pour la politique ». Selon Laurent-David Samama, l’état-major du parti l’aurait jugé « trop obsédé par le complot sioniste ». Alain Soral continue néanmoins d'affirmer son soutien à Marine Le Pen tout en ciblant le « suceur de sionistes » que serait Louis Aliot ; il soutient en particulier Jean-Marie Le Pen et Florian Philippot parce qu'« il critique la mondialisation et ne stigmatise jamais les musulmans »,. D’après Marc George, alors secrétaire général d’Égalité et Réconciliation, Alain Soral aurait perdu le soutien de Jean-Marie Le Pen en amont des élections européennes de 2009 après avoir vu dans ses propos sur les chambres à gaz les « lubies d’un vieil homme ». Marine Le Pen finit par qualifier Alain Soral de « gourou » et de « pervers narcissique ». 
Il présente, avec Dieudonné et Yahia Gouasmi, alors proche des Indigènes de la République et président de la Fédération chiite de France, une « Liste antisioniste » recueillant 1,30 % des suffrages en Île-de-France (2,83% en Seine-Saint-Denis), au terme d’une campagne émaillée d’incidents et d’échauffourées. Sa présence sur cette liste lui vaut d’être qualifié d’« impayable stalino-facho-antisioniste » par le philosophe communiste-libertaire Claude Guillon. La liste aurait été financée par la république islamique d’Iran de Mahmoud Ahmadinejad à hauteur de 3 millions d’euros.
Entre-temps, chroniqueur au journal Flash à partir de sa fondation en octobre 2008 avec d’anciens collaborateurs de National-Hebdo, il le quitte en avril 2011 le jugeant devenu trop proche du Front national. Par ailleurs, il se montre discret à l’occasion du XIVe congrès du Front national qui doit désigner, à Tours, le successeur de Jean-Marie Le Pen à la présidence du parti. Marc George l’accuse d’avoir renoncé à soutenir Bruno Gollnisch en échange d’une promotion de la part de Marine Le Pen.
Alain Soral continue néanmoins d’avoir une certaine influence chez une partie des militants du FN, notamment chez les jeunes, qui développent d’après l’historien Nicolas Lebourg « tout un discours « républicain » sous influence soralienne, pour pointer le poids d’un certain communautarisme » (juif), mais aussi chez une partie des cadres,. Pour Jacob Rogozinski, professeur à la faculté de Strasbourg, « des relations étroites existent toujours entre les réseaux Dieudonné-Soral et certains membres de la direction du FN, et ces passerelles font circuler dans les deux sens les hommes et les idées. Bien loin de s’opposer, soraliens et lepénistes tendent ainsi à se renforcer réciproquement ». S’il considère qu’il a échoué à faire bouger la ligne du FN sur l’islam, du temps où il en était membre, Alain Soral s’attribue néanmoins le « virage économique antilibéral » opéré par Marine Le Pen, ce que contestent Abel Mestre et Caroline Monnot, journalistes au Monde : « Tous les numéros 2 du Front national, hormis Bruno Gollnisch, ont plaidé pour un créneau social. La transformation de la sociologie électorale du Front national à partir de 1995 a rendu ce virage obligatoire selon le vieux principe : Il faut bien que je les suive, puisque je suis leur chef. »

### Développement de ses propres activités politiques et commerciales

Après son départ du Front national, Alain Soral se concentre sur ses propres activités, en particulier le mouvement Égalité et Réconciliation et la maison d’édition Kontre Kulture.

Dès lors, s’inscrivant dans une démarche propre à l’activisme par les médias, Alain Soral se consacre essentiellement à Égalité et Réconciliation, dont l’objet est la « promotion des idées de l’essayiste Alain Soral sur la gauche du travail et la droite des valeurs » — association présentée comme « nationaliste de gauche » mais classée à l’extrême droite par la plupart des observateurs et qualifiée d’antisémite par certains d’entre eux — en organisant des conférences et en réalisant des entretiens sur Internet particulièrement suivis, surtout par « un public jeune et masculin », composé de « chômeurs mais aussi [d’]étudiants ou cadres diplômés », disposant souvent d’un certain capital culturel. Pour le politologue Jean-Yves Camus, si le mouvement connaît une certaine audience auprès de la génération des 18-25 ans, « pour comprendre le phénomène Soral, il faut le replacer dans le contexte des années 2000 pendant lesquelles on assiste à une course à la transgression antisémite illustrée parfaitement par l’émergence de Dieudonné. Dans les deux cas, Soral et Dieudonné, c’est moins leur discours qui suscite l’engouement que leur capacité à dire des choses transgressives qui attirent les gens ». Pour le politologue Gilles Kepel, « Alain Soral décide de réinvestir le champ militant issu de la mouvance nationaliste révolutionnaire ». L'historien Pascal Ory le présente comme le « premier intellectuel français de renom promu par la culture numérique ».
En mars 2011, il fonde sa propre structure, Culture pour tous, société qui comprend : la maison d’édition Kontre Kulture qui diffuse notamment la réédition de ses livres ; Sanguis Terrae qui vend du vin ; Prenons le maquis (anciennement Instinct de survie) qui vend du matériel survivaliste et organise des stages, en partenariat avec Piero San Giorgio, auteur de Survivre à l’effondrement économique ; et Au bon sens qui vend par des circuits courts des produits biologiques. Alain Soral possède 80 % des parts de Culture pour tous qui est gérée par Julien Limes, secrétaire de Égalité et Réconciliation. En 2012, la société a déclaré un chiffre d’affaires de 640 400 € pour un résultat net de 64 300 €. D’après StreetPress, « en octobre 2014, la PME a généré plus de 170 000 euros. Ce qui, rapporté sur un an, équivaudrait à plus de 2 000 000 d’euros de chiffre d’affaires ». Pour l’essayiste Michel Briganti, Alain Soral s’inscrit, avec cette activité commerciale, dans une pratique répandue à l’extrême droite : « capitaliser sur une expérience militante est très classique dans ce milieu. […] En fait, tous les petits groupes d’extrême-droite animés par de fortes personnalités font du business, d’une manière ou d’une autre », citant Frédéric Chatillon, Serge Ayoub et Dieudonné.
Depuis novembre 2012, à la suite de son refus de l’inviter sur le plateau de son émission sur LCP, Frédéric Haziza, journaliste à Radio J et sur LCP, fait l’objet d’une violente campagne de dénigrement sur les réseaux sociaux et d’une pétition, lancée en février 2013 sur Change.org, visant à son renvoi de LCP pour « son incompétence, son tribalisme, sa partialité, sa totale agressivité et ses multiples provocations contre ceux qui ne sont pas d’accord avec lui »,,,,.
En 2014, des photos nues de Soral apparaissent sur internet, tout comme celles d'une relation, l'hôtesse d'accueil et mannequin originaire de Guinée, Binti Bangoura, qui avait repoussé ses avances. Cette dernière dénonce des injures à caractère racial, une violation des données informatiques, du harcèlement moral et des menaces de sa part - et par des proches de l'essayiste - pendant des mois. Tombée dans la dépression, elle porte plainte le 16 novembre. Soral nie les accusations et retournant à sa marotte, il écrit sur son site : « S'il ne s'agit pas d'incitation à la haine raciale voulue par le lobby sioniste pour casser la dynamique de Réconciliation nationale, cette campagne y ressemble fort ! ». Le procès a lieu deux ans plus tard, où Soral ne se rendra pas mais sera condamné à des amendes,.
Alors que l’influence persistante d’Alain Soral au FN inquiète une frange du parti engagée dans une stratégie de « dédiabolisation », Louis Aliot en particulier, Aymeric Chauprade, conseiller aux questions internationales de Marine Le Pen, déclare en août 2014, alors qu’il tente d’infléchir la ligne du FN sur le plan international dans un sens favorable à Israël : « Soral n’a pas d’influence sur Marine, il s’est auto-investi d’une mission que personne ne lui a confiée. Si sa mission est de ramener des musulmans en leur expliquant que le FN est un parti antisémite et/ou antisioniste — parce que j’ai l’impression que ça devient un peu la même chose —, il s’est trompé d’adresse ». Dénonçant « la trahison Chauprade », Alain Soral appelle dès lors à ne plus voter pour le FN, malgré une tentative de médiation de Jean-Marie Le Pen, puis annonce en novembre 2014 avec Dieudonné la création d’un nouveau parti dénommé « Réconciliation nationale ». Les deux hommes justifient cette démarche par le fait que « le Front national est entré dans le système après l’éviction de Jean-Marie Le Pen » et par « l’incroyable promotion » du Suicide français d’Éric Zemmour, publié un mois plus tôt. Marine Le Pen refuse de commenter sérieusement cette initiative qu’elle assimile à « du folklore » et « de la pub ». Dans le même temps, de nombreux membres de la « dissidence », terme désignant en interne la mouvance constituée autour de Dieudonné et de Soral, se désolidarisent de ces derniers, dénonçant notamment l’autoritarisme et les outrances du président d'Égalité et Réconciliation. Le 24 juin 2015, Soral et Dieudonné figurent parmi la centaine d’invités conviés à l’anniversaire de Jean-Marie Le Pen, alors que Marine Le Pen et Marion Maréchal-Le Pen ont décliné l’invitation. Réconciliation nationale naît officiellement en juillet 2015. Libération observe en mars 2016 que le projet « reste à cette heure lettre morte ». 
En visite à Moscou en juin 2016, il appelle à voter pour Marine Le Pen lors de l'élection présidentielle de 2017, considérant que le FN est « le seul parti en France qui représente une alternative raisonnable » et « le moins pire des votes car, malheureusement, Marine Le Pen donne des signes de soumission au CRIF ». Lors de l'entre-deux-tours de la primaire citoyenne de 2017, il appelle à voter pour Benoît Hamon face à Manuel Valls. Dans une interview accordée à la journaliste Daria Aslamova de Komsomolskaïa Pravda qui le présente comme « l’un des meilleurs analystes de France », publiée deux jours avant l'élection présidentielle française de 2017, Alain Soral décrit Emmanuel Macron comme un « homosexuel », un « psychopathe » et un « produit de l’oligarchie française ».
Après les attentats du 13 novembre 2015, Alain Soral et ses soutiens sont pris pour cible par la version francophone de Dar al-Islam, le magazine de l'État islamique, car « inféodés aux régimes syrien et iranien ». Alain Soral y est qualifié de « complotiste »,.
En décembre 2016, Soral participe à un débat organisé par Dieudonné, dans lequel il se confronte au militant Daniel Conversano. Ne partageant pas le même point de vue, Soral l'agresse violemment par des coups de poing au visage.
En décembre 2017, Facebook supprime les comptes d'Alain Soral et d'Égalité et Réconciliation, au motif que « les organisations ou les personnes qui prêchent la haine ne sont pas autorisées sur Facebook ». Puis, en janvier 2018, c'est au tour d'Instagram de fermer le compte d'Alain Soral. En réaction, celui-ci ouvre des comptes pour lui-même et son association sur le réseau social russe VKontakte, imité en cela par Dieudonné et du blogueur néo-nazi Boris Le Lay qui ont fait l'objet de mesures similaires par les réseaux sociaux occidentaux,. En juin 2018, sa chaîne YouTube, qui compte environ 100 000 abonnés, est brièvement fermée en raison de « discours incitant à la haine ou à la violence »,. L'historien Nicolas Lebourg relève alors que le site d'Égalité et Réconciliation connaît « une décrue de son trafic et de son influence », et estime que « l’une des difficultés d’Alain Soral [est] la marginalisation de Manuel Valls. N’étant plus désigné par le plus haut sommet de l’État comme une question d’ordre public, il perd en attractivité – il faudra voir si la volonté de la LICRA de faire fermer ses outils de communication peut le relancer ». En 2020, son compte Twitter approche les 65 000 abonnés.
Mediapart relève qu'il a « posté très tôt des vidéos de soutien » au mouvement des Gilets jaunes et « s’est immédiatement reconnu dans une fronde marquée par la défiance envers les partis comme les syndicats et aux contours politiques flous, lui qui définit son mouvement Égalité et réconciliation comme réunissant la « gauche du travail » et « la droite des valeurs ».
Fin 2019, il déménage dans le canton de Vaud en Suisse, indiquant qu'il cherche ainsi à « échapper à la détestable ambiance qui règne en France, du fait des agissements conjugués des immigrationnistes » ; selon Libération et StreetPress, son objectif est de « fuir la justice française »,. Sous le nom de « Robert Bonnet », Soral loue un appartement à Lausanne. Il déménage également dans le canton de Vaud la structure qui sert de réceptacle aux dons adressés à Égalité et Réconciliation. « Selon la presse suisse, ce déménagement pourrait permettre à Alain Soral de contourner les sanctions subies en France suite à de multiples condamnations pour antisémitisme et négationnisme, alors qu’il n’a jamais été condamné en Suisse ».
En juillet 2020, YouTube supprime définitivement la chaîne d'Alain Soral « ERTV Officiel » (acronyme de son site Égalité et Réconciliation) qui comptait près de 185 000 abonnés, ainsi que sa chaîne secondaire, « ERTV International », qui en comptait près de 3 200. Google France indique s'appuyer sur ses nouvelles conditions d'utilisation de juin 2019 et invoque des « enfreintes [sic] répétées aux conditions d'utilisation »,,. Sur la page de l'ancienne chaîne, un message précise que « ce compte a été clôturé à la suite de manquements graves ou répétés aux règles de YouTube interdisant l’usage de contenu incitant à la haine ». Cette fermeture a lieu dans un contexte de fermeture de nombreuses chaînes de suprémacistes blancs aux États-Unis et la fermeture de la chaîne YouTube de Dieudonné en France. Cependant, ses vidéos continuent de circuler sur YouTube par l'intermédiaire des filiales locales d’E&R qui ont visiblement échappé à la sanction, ainsi que de fans et d'influenceurs pro-Poutine. Selon StreetPress, suivant la fermeture de ses chaînes YouTube, Alain Soral lance Le Média en 4-4-2 en guise de faux-nez.

## Procès

### Procès intentés contre Alain Soral

#### Condamnations
| Motif                                             | Procès |
| ------------------------------------------------- | --- |
| Incitation à la haine                             | - Le 11 juin 2008, la cour d’appel de Paris a confirmé le jugement du 4 mai 2007 par lequel Alain Soral était condamné à une amende de 3 000 € pour incitation à la haine raciale à la suite de propos tenus dans le cadre de l’émission Complément d'enquête sur France 2, le 20 septembre 2004. Entre autres propos de la même veine, celui-ci affirmait : « la formation qualifiante pour exister dans les médias aujourd’hui, c’est d’être sioniste : si t’es antisioniste, si t’es judéo-critique ou quoi que ce soit tu dégages […] ». - Le 13 novembre 2013, le juge des référés de Bobigny, saisi par la LICRA, ordonne l’interdiction et le retrait des ventes « dans un délai d’un mois » de l’Anthologie des propos contre les juifs, le judaïsme et le sionisme, de Paul-Éric Blanrue et la censure partielle de quatre ouvrages réédités par Kontre Kulture : La France juive d’Édouard Drumont, Le Salut par les Juifs de Léon Bloy, Le Juif internationald’Henry Ford et La Controverse de Sion de Douglas Reed. La maison d’édition et Alain Soral sont également condamnés à verser, « à titre de provision », 8 000 euros à la LICRA, ainsi qu’à payer une partie des frais de justice. La LICRA a également demandé la réparation du préjudice subi pour incitation à la haine raciale et à l’antisémitisme par l’édition du livre Anthologie des propos contre les juifs, le judaïsme et le sionisme. Dans un délibéré daté du 2 décembre 2014, le TGI annule cette condamnation. Néanmoins, la condamnation d’Alain Soral est à nouveau confirmée définitivement en appel et l’ouvrage de Paul-Éric Blanrue figure sur le site de la maison d’édition avec la mention « interdit à la vente à partir du 13 décembre ». Ayant remis en vente des exemplaires complets de l’ouvrage Le Salut par les Juifs de Léon Bloy, il est condamné le 24 septembre 2020 par la cour d'appel à verser une amende de 134 400 euros à la LICRA. |
| Diffamation                                       | - Le 8 novembre 2013, Alain Soral est condamné en première instance à 2 500 euros d’amende, un euro symbolique de dommages et intérêts, 3 000 euros au titre des frais de justice, ainsi qu’à la publication, à ses frais, du jugement dans deux journaux, pour diffamation envers le maire socialiste de Paris Bertrand Delanoë, après avoir porté à son encontre des accusations d’enrichissement illégal et de pédophilie, dans une vidéo datée du 6 mai 2013 sur le site d’Égalité et Réconciliation. Cette condamnation est confirmée et alourdie en appel, le 16 octobre 2014, avec 2 000 euros de dommages et intérêts et 5 000 euros au titre des frais de justice. - Le 13 mars 2014, Alain Soral est condamné à 1 500 euros d'amende pour diffamation, peine assortie de 3 000 € de dommages et intérêts ainsi que 1 000 euros de frais de justice. La plainte avait pour cause un entretien de novembre 2011, publié sur Égalité et Réconciliation, dans lequel Alain Soral avait diffamé un employé municipal toulousain. Alain Soral fait appel. 21 octobre 2014 la Cour d’appel de Toulouse confirme et ajoute 800 € de frais de justice. - Le 16 septembre 2014, Alain Soral est condamné à 2 000 euros d’amende, 2 000 euros de dommages et intérêts et 3 000 euros de frais de justice, pour diffamation envers le vice-président du Front national Louis Aliot, après l’avoir qualifié de « con du mois », de « suceur de sionistes », de « saloperie » et de « crétin », dans une vidéo publiée le 24 décembre 2011 sur le site d’Égalité et Réconciliation. Le directeur de la publication de ce site a également été condamné à 1 500 euros d’amende avec sursis. Ayant fait appel, Soral est à nouveau condamné à verser 2 000 euros à Louis Aliot. - Le 10 avril 2015, Salim Laïbi, chirurgien-dentiste, polémiste, a déposé plainte avec constitution de partie civile contre Alain Soral auprès du TGI de Marseille, pour diffamation à la suite du post Facebook d'Alain Soral : « On ne l'entend plus le dentiste obèse ! Il n'appelle plus au djihad anti-Gaulois. C'est pourtant sa ligne depuis des mois ». Selon le quotidien La Provence, Alain Soral refusera de se rendre aux convocations du juge d'instruction malgré un mandat d'amener. Il est également absent à l'audition du 24 janvier 2017 au TGI de Marseille, où son avocat, Me Drici Lahcen, affirme « que son client n'a pas dépassé les limites de la liberté d'expression » et que ce n'était pas sa page Facebook. Le 14 mars 2017, Alain Soral est condamné par le tribunal correctionnel de Marseille pour diffamation publique à une amende pénale de 2 000 euros. - Le 12 mai 2015, le tribunal correctionnel de Paris condamne également Alain Soral à 4 000 euros d’amende pour diffamation publique en raison de l’orientation sexuelle à l’encontre de Pierre Bergé, en raison de propos tenus dans son livre Dialogues désaccordés, coécrit avec Éric Naulleau. Outre l’amende, le tribunal correctionnel a condamné Alain Soral à verser à Pierre Bergé 10 000 euros de dommages et intérêts, solidairement avec l’éditeur du livre, Hugues Robert de Saint Vincent. Le 11 février 2016, la cour d'appel de Paris condamne Alain Soral à verser 17 000 euros à Pierre Bergé et demande la suppression du passage le concernant des exemplaires commercialisés ; l'éditeur Hugo & Cie préfère retirer l'ouvrage de la vente. - Le 6 octobre 2020, Alain Soral est condamné à 5 400 euros d'amende pour « diffamation à raison de la religion ». Le 11 septembre 2019, il avait notamment affirmé que « tout est juif dans le 11 septembre » sur le réseau social russe VKontakte. Ce commentaire renvoyait vers un article conspirationniste sur le site Égalité et réconciliation. - Le 16 décembre 2022, Alain Soral est condamné par le tribunal de police de Lausanne (Suisse) à 1 500 francs d’amende pour diffamation à la suite de propos homophobes tenus à l'encontre de la journaliste Cathy Macherel. Il doit en outre verser 500 francs suisses à la journaliste pour tort moral et payer ses frais d’avocat, à hauteur de 7 000 francs. Lors du jugement de première instance, le 4 avril 2022, Alain Soral avait été condamné par le Ministère public vaudois à 3 mois de prison ferme pour homophobie, ainsi qu'à 1 500 francs d'amende et à 1 950 francs de frais de procédure. Le procureur général du Canton de Vaud annonce le 21 février 2023 qu'il recourt contre le jugement du 16 décembre 2022 et requiert une peine ferme de trois mois de prison. Le 2 octobre 2023, le Tribunal cantonal vaudois le reconnaît coupable de diffamation, de discrimination et d'incitation à la haine. La condamnation prévoit à une peine privative de liberté de 60 jours. Le 18 avril 2024, le Tribunal fédéral confirme cette condamnation en réduisant la peine à 40 jours pour des raisons de procédure. |
| Injure                                            | - En janvier 2014, l’Union des étudiants juifs de France a déposé plainte contre Alain Soral pour une quenelle réalisée devant le mémorial de la Shoah, à Berlin, qu’il avait ensuite diffusée dans une vidéo en décembre 2013. Le 12 mai 2015, Alain Soral est condamné par le tribunal correctionnel de Paris à verser 100 jours-amende d’un montant unitaire de 100 euros pour injures à caractère racial, soit 10 000 euros d’amende, ainsi que 14 001 euros de dommages-intérêts au profit des sept associations qui s’étaient constituées parties civiles. Le 18 février 2016, la cour d'appel de Paris réduit la peine à 5 000 euros d'amende et 15 000 euros de dommages et intérêts aux sept associations parties civiles, auxquels s'ajoutent 500 euros à chaque fois pour les frais de justice d'appel. Au total, Alain Soral est finalement condamné à payer 30 147 euros. Le pourvoi en cassation d'Alain Soral est non admis. La requête d'Alain Soral à la Cour européenne des droits de l'homme est rejetée également le 16 novembre 2017. - Le 8 décembre 2015, le tribunal correctionnel de Paris condamne Alain Soral, en tant que directeur de la publication du site d'Égalité & Réconciliation, à 5 000 euros d'amende pour injures et injures antisémites, en raison de commentaires publiés sur le site par des internautes s'en prenant au journaliste Frédéric Haziza. Il doit également verser 3 000 euros de dommages et intérêts, 2 000 euros pour les frais de justice, un euro de dommages et intérêts à la LICRA et 1 000 euros pour les frais de justice. - Le 10 février 2016, le tribunal correctionnel de Paris condamne Alain Soral à 10 000 euros d'amende pour injure raciale à l’encontre de Frédéric Haziza à la suite d'un texte publié sur son site Internet. Il doit également lui verser 5 000 euros de dommages et intérêts et 3 000 euros pour les frais de justice, ainsi que 1 euro de dommages et intérêts et 1 000 euros de frais de justice à quatre associations de lutte contre le racisme. Il est par ailleurs déclaré coupable du délit de provocation à la discrimination religieuse pour d’autres passages du texte ainsi que le commentaire d’un internaute. - Le 17 janvier 2019, il est condamné à un an de prison ferme pour injure et provocation à la haine raciale, par le tribunal correctionnel de Bobigny pour avoir injurié une magistrate et propagé des propos antisémites sur son site - Le 2 octobre 2019, Alain Soral est condamné à un an de prison ferme pour injure publique antisémite, après avoir posté sur site en 2018 une vidéo où il déclarait, peu après l’inhumation de Simone et Antoine Veil au Panthéon : « On a toute la famille Veil qui vient d’y rentrer, et puis là ils veulent peut-être presque nous mettre Lanzmann, c’est une véritable déchetterie casher. » Dans leur jugement, les juges estiment que Soral n'a pas reculé « devant le fait de salir et de poursuivre par-delà la mort » les victimes du nazisme, « par le choix de ses mots qui sont la prolongation d’actes de mort et qui sont en eux-mêmes actes de haine et de provocation ». - Le 6 janvier 2021, Alain Soral est condamné en appel à 150 jours-amendes et 22 500 euros d'amende pour « injure publique en raison de l’origine, l’ethnie, la nation, la race ou la religion » après la diffusion sur son compte Twitter et son site Égalité et réconciliation d’une photo prise le 5 mai 2019 le montrant réalisant une « quenelle » devant le tribunal de Colmar,. Il avait été relaxé en première instance, le 10 janvier 2020. Sa requête en cassation est rejetée le 18 janvier 2022. - Le 31 mai 2022, Alain Soral est condamné à 12 000 euros d'amende pour injure raciale tenue à l'encontre de la militante Farida Belghoul, anciennement proche d'Alain Soral. |
| Provocation à la haine                            | - Le 21 novembre 2014, Alain Soral est condamné à 6 000 euros d’amende, 3 000 euros de dommages et intérêts et 2 000 euros de frais de justice, pour provocation à « la haine, la discrimination ou la violence » à l’égard du journaliste français Frédéric Haziza et de la communauté juive. Il avait, en décembre 2012, publié une vidéo dans laquelle il estimait que Frédéric Haziza faisait « un boulot de censeur tribaliste » et dénonçait « une arrogance, une domination et une malhonnêteté communautaire ». Le tribunal a estimé qu’Alain Soral, « mû par sa vindicte personnelle à l’encontre de Frédéric Haziza […], passant du particulier au général et radicalisant ses propos, s’est exprimé dans des termes qui, à l’évidence, visent non pas les seuls juifs sionistes, mais bien les juifs dans leur ensemble ». Le tribunal a également ordonné à Alain Soral de supprimer les propos concernant Frédéric Haziza de la vidéo dans un délai de huit jours, sous astreinte de 1 000 euros par jour. Il a en outre été condamné à verser un euro de dommages et intérêts et 1 000 euros de frais de justice à la Ligue des droits de l’homme et à l’association « J’accuse », les parties civiles de la Licra, de SOS Racisme et de l’UEJF ayant été déclarées irrecevables pour des raisons de procédure,. Le 7 octobre 2015, la cour d’appel de Paris confirme la condamnation d’Alain Soral à 6 000 euros d’amende pour provocation à la haine envers Frédéric Haziza et les Juifs, et lui ordonne de supprimer les propos concernant Frédéric Haziza d’une vidéo circulant sur Internet. - Le 1er juin 2018, il est condamné à deux peines d'emprisonnement avec sursis pour provocation à la haine, après la diffusion de deux dessins jugés antisémites sur le site d'Égalité & Réconciliation. Ces condamnations sont confirmées en appel le 22 mai 2019. - Le 19 septembre 2019, il est condamné à deux ans de prison dont 18 mois ferme pour provocation à la haine raciale, ainsi qu'à 45 000 euros d'amende pour injure publique aggravée. - Le 18 septembre 2020, Alain Soral est condamné en première instance à 90 jours-amende de 60 euros (chaque partie civile a obtenu 1 euro de dommage et intérêts et 1 500 euros au titre des frais de justice) pour « provocation raciale » pour avoir imputé aux Juifs l’incendie de Notre-Dame de Paris. La Cour d’appel de Paris a aggravé ce jugement et a condamné Alain Soral à 4 mois d’emprisonnement sous le régime de la semi-liberté pour « provocation à la haine ou à la violence envers un groupe de personnes ». - Le 19 mai 2021, Alain Soral est condamné en appel à 80 jours-amende de 50 euros (chaque partie civile a obtenu 1 euro de dommage et intérêts et 1 500 euros au titre des frais de justice) pour « provocation raciale ». il est reproché à Alain Soral une interview pour le magazine québécois Le Harfang dans laquelle il parlait de subir « la censure exigée par le pouvoir juif », de « la même communauté cosmopolite et dominatrice dont se plaignait déjà le général de Gaulle en 1967 » ou du « pouvoir juif incarné par le CRIF ». |
| Apologie de crimes de guerre et contre l'humanité | - En juin 2016, il écope de six mois de prison avec sursis pour « apologie de crimes de guerre et contre l’humanité » pour des propos visant Serge et Beate Klarsfeld ; il doit également verser 5 000 euros de dommages et intérêts à chacun des époux, ainsi que 2 000 euros à la LICRA. |
| Contestation de crimes contre l'humanité          | - Le 14 mars 2017, Alain Soral est condamné pour injure raciale et pour contestation de crime contre l’humanité par le tribunal correctionnel de Paris à trois mois de prison ferme pour avoir publié sur son site — à la suite des attentats de Bruxelles — la une d’un journal intitulé Chutzpah Hebdo, figurant une caricature négationniste. La sentence est confirmée le 18 janvier 2018 par la cour d'appel de Paris qui porte la condamnation à 10 000 euros de jours-amende en outre des dommages et intérêts à verser aux parties civiles. Son pourvoi en cassation ayant été rejeté par la Chambre criminelle par un arrêt du 26 mars 2019, Alain Soral forme alors recours individuel auprès de la Cour européenne des droits de l’homme qui déclare la requête irrecevable le 25 janvier 2022. - Le 7 décembre 2017, il est condamné à 6 000 euros d'amende pour avoir publié et mis en vente sur le site d'Égalité & Réconciliation une affiche jugée négationniste, diffamatoire et incitant à la haine envers les Juifs ; il est également condamné à verser solidairement 2 000 euros à la Licra, partie civile et à l'origine de la plainte dans ce dossier. - Le 15 avril 2019, il est condamné à un an de prison ferme avec mandat d'arrêt pour négation de la Shoah. Son avocat, Damien Viguier, est condamné à 5 000 euros d'amende, pour complicité, dans la même affaire. Le procès en appel conduit à un allègement de sa peine. Le jugement d'appel, rendu le 25 juin 2020, le condamne ainsi à payer 5 000 euros d’amende (avec une conversion de l'amende en peine d’emprisonnement en cas de non-paiement). À la suite de la décision de la cour d'appel, il se pourvoit en cassation. Le 19 octobre 2021, la Cour de cassation annule la décision d'appel concernant la constitution de partie civile d'une association, rejetant tout le reste du pourvoi, rendant sa peine définitive. |
| Autres motifs                                     | - Le 16 novembre 2014, Binti Bangoura, une top modèle et chanteuse française d’origine africaine, dépose plainte contre Alain Soral,. Alain Soral est convoqué le 1er octobre 2015 devant le tribunal de Paris, sur citation directe, pour « injures raciales », « menaces », « harcèlement » et « envois réitérés de messages malveillants ». En novembre 2016, il est condamné à 120 jours-amende de 50 euros (une peine transformée en emprisonnement si la totalité de l'amende n'est pas acquittée) et à verser 8 000 euros à la jeune femme (dommages-intérêts et frais de justice) pour « menaces d'atteinte à la vie privée » et « envoi réitéré de messages malveillants »,. - Le 8 septembre 2015, le tribunal correctionnel de Paris condamne Alain Soral à verser 60 jours-amende de 50 euros — soit 3 000 euros —, sous peine d’emprisonnement, pour avoir lancé fin 2013 un appel aux dons sur Internet afin de payer la condamnation dont il avait écopé pour des propos diffamatoires à l’encontre de Bertrand Delanoë. Entre juillet 2013 (avant son appel aux dons) et mars 2014, les enquêteurs ont pu déterminer qu’Alain Soral et son association Égalité et Réconciliation ont encaissé au total plus de 350 000 euros. - Le 18 janvier 2019, il est condamné par la Cour d'appel de Paris à trois mois d'emprisonnement avec sursis et 5 000 euros d'amende, pour avoir indiqué de faux directeurs de la publication sur le site d'Égalité et Réconciliation. Cette condamnation est confirmée en cassation le 22 janvier 2019. |

#### Procédures en cours
- Le 13 mars 2014, Alain Soral est condamné à 1 500 euros d’amende, 3 000 euros de dommages et intérêts ainsi que 1 000 euros au titre des frais de justice, pour diffamation envers un employé municipal de Toulouse, à la suite de propos tenus à son encontre dans une vidéo du mois de novembre 2011. Alain Soral a fait appel du jugement[187].
- Le 28 juillet 2020 à Paris, il est placé en garde à vue par la brigade de répression de la délinquance à la personne pour des faits de « provocation à commettre un crime ou délit portant atteinte aux intérêts fondamentaux de la Nation »[188], « injure publique à raison de l’origine ou de l’appartenance ou de la non-appartenance à une ethnie, une nation, une race ou une religion déterminée » et de « provocation publique à la haine ou à la violence, à l’égard d’une personne ou d’un groupe de personnes à raison de l’origine ou de l’appartenance ou de la non-appartenance à une ethnie, une nation, une race ou une religion déterminée ». Le 30 juillet, il est mis en examen[189].

### Procès intentés par Alain Soral
- Le 3 juillet 2015, Alain Soral perd le procès en diffamation qu’il avait intenté à l’ancien président de l’Union des étudiants juifs de France (UEJF) Jonathan Hayoun, qui l’avait cité comme ayant contribué par ses propos à inspirer des personnes ayant commis des actes de violence terroriste[190].
- Début 2015, Alain Soral a déposé deux plaintes en constitution de partie civile contre Salim Laïbi pour injures publiques à la suite de la publication de deux vidéos[réf. nécessaire].

## Positions

### «Communautarisme» gay et «mariage pour tous»
Un conflit a opposé en 2003 l’association Act Up-Paris à sa maison d’édition, les éditions Blanche, à laquelle elle reprochait la publication de plusieurs auteurs, dont Alain Soral, qui diffuse des jugements négatifs envers les homosexuels et même, selon elle, « la haine des homosexuels ». Elle est ainsi intervenue pour que son directeur de publication cesse de l’éditer. Act Up a également vandalisé les locaux des éditions Blanche, en protestation contre sa ligne éditoriale. Alain Soral s’est plaint des « persécutions physiques de la milice communautaire Act Up ».
En janvier 2013, dans le contexte de l’opposition à l’ouverture du mariage aux couples de personnes de même sexe, il dénonce le « mariage pour tous » comme « une machination maçonnique, satanique, antichrétienne ».

### Critique du féminisme et diffusion du masculinisme
Le féminisme, et plus généralement les femmes, est un thème très présent dans l’œuvre d’Alain Soral (notamment dans Sociologie du dragueur, Vers la féminisation ? ou Misères du désir). Il voit dans le féminisme « une manie de la bourgeoisie pour détourner d’une analyse marxiste de la condition de la femme ». Pour Jean-Paul Gautier, André Déchot et Michel Briganti : 
« son antiféminisme prend sa source dans les positions du PCF d’avant 1975. Empreint d’une ignorance notable des débats qui ont parcouru le mouvement des femmes, depuis près de quarante ans, et ses interactions avec les organisations démocratiques et du monde du travail, son économisme et son pseudo-marxisme viriliste l’amènent à théoriser dans son ouvrage Vers la féminisation ? que « la femme n’est pas « l’avenir de l’homme », mais celle de la social-démocratie néolibérale, qui passe nécessairement par la dépolitisation « sociétale » des luttes sociales ». 
Mélissa Blais et Francis Dupuis-Déri inscrivent Vers la féminisation ? dans un mouvement auquel participent d’autres ouvrages tels que Le Premier Sexe d’Éric Zemmour et Big mother : Psychopathologie de la vie politique de Michel Schneider, évoquant un « renouveau de l’antiféminisme » et une « éclosion du phénomène « masculiniste ». Avec d’autres ouvrages (notamment Le Premier Sexe d’Éric Zemmour et Sociologie du dragueur du même Alain Soral), Vers la féminisation ? est devenu une des références francophones de la communauté de la séduction. Pour Mickaël Studnicki aussi, son discours sur la « féminisation de la société », qui reprend le discours de nationalistes des années 1960 tels que Jean Mabire et Dominique Venner sur la « dévirilisation » de la société française, en fait, avec Éric Zemmour, l'un des vulgarisateurs d'un concept à diffusion confidentielle et porte-paroles à la télévision du masculinisme

### Positions politiques
Alain Soral est généralement décrit comme appartenant à l'extrême droite,, particulièrement sur internet.
Si Michel Wieviorka le qualifie de « réactionnaire de gauche » en 2005, les observateurs s’accordent à le classer à l’extrême droite depuis son passage au Front national,, alors que l’intéressé s’en défend. Manuel Valls, alors ministre de l’Intérieur, voit notamment en lui « celui qui, par son parcours, l’utilisation du Net, les manipulations auxquelles il se livre, les réseaux qu’il a constitués, unit et fédère, de façon inédite, le front des extrêmes ».
D’une manière générale, l’universitaire Stéphane François estime qu’il développe, bien qu’étant « issu des milieux catholiques traditionalistes », une pensée « composite, attrape-tout » ; aussi l’essayiste Jean-Paul Gautier voit-il en lui une « girouette idéologique ». Des observateurs issus de la gauche antilibérale comme le sociologue Philippe Corcuff, Évelyne Pieiller, rédactrice au Monde diplomatique, ou Julien Salingue, rédacteur à L'Anticapitaliste, l’accusent respectivement de « brouillage idéologique », d’« embrouilles idéologiques » et d’« enfumage idéologique ». L’essayiste Jacques de Guillebon considère également que « son indéniable talent réside justement dans sa capacité à s’adresser à des publics très divers, en mobilisant des éléments de langage d’origines disparates », invoquant René Guénon pour « certains musulmans », l’opposition à Vatican II pour « certains catholiques », « les racines païennes de la France » pour « les identitaires ou les férus de la Nouvelle Droite », ou encore « Valmy, la République jacobine et centralisatrice » pour les souverainistes. Les observateurs s’accordent pour dire que ses sympathisants n’adhèrent pas en bloc à tous les pans de ce discours mouvant et protéiforme.
Certains, tels Claude Askolovitch ou Frédéric Haziza, le désignent tout d’abord comme représentatif de la mouvance « rouge-brune ». La revue intitulée La Lettre écarlate qu’il a animée, ainsi que son appel à un « Front national » en 1993, alors qu’il était engagé au Parti communiste, sont notamment caractérisés comme tel,,. La journaliste Marie-France Etchegoin, mettant en cause « son copinage avec les dictatures du monde arabe », parle quant à elle d’« alliance « rouge-brun-vert ». Caroline Fourest, qui souligne l’évolution de son discours sur la jeunesse d’origine maghrébine et le métissage, estime quant à elle qu’Alain Soral est emblématique de la transformation des rouges-bruns en « verts-bruns ». 
Après son engagement au FN, le journaliste Claude Askolovitch en fait le théoricien d’un « lepéno-marxisme », : en février 2007, Alain Soral publie ainsi un texte intitulé « Marx voterait Le Pen ». Selon Éric Naulleau, « on ne peut pas le comprendre si on ne le définit pas comme marxiste », ce que contestent cependant Évelyne Pieiller, Guillaume Faye et Jean-Paul Gautier. Pour ce dernier, « Soral se situe en fait à la rencontre des frères Strasser (Gregor et Otto) en Allemagne et de Mussolini en Italie. Il se place sur son terrain de prédilection et sa spécialité : le double discours : marxiste et traditionaliste. C’est ainsi qu’il présente son livre Comprendre l’Empire [p. 15] : « Cet essai pédagogique récapitule le parcours complet allant de la Tradition au Marxisme et du Marxisme à la Tradition qui seul permet la mise à jour du processus de domination oligarchique engagé depuis plus de deux siècles en Occident ». L’historien Emmanuel Kreis considère qu’Alain Soral est « plus marqué par les penseurs des droites radicales que par le marxisme dont il se réclame ». Selon le politologue Jean-Yves Camus, Jean-Marie Le Pen qui a assisté à une réunion d'Égalité et Réconciliation ne serait « pas insensible aux idées « gaucho-nationalisme » d'Alain Soral », son mouvement se situant « à la périphérie du FN » avec pour but « d'orienter le FN vers un programme ouvriériste, anticapitaliste et social », en y attirant les Français issus de l'immigration avec un langage « antisioniste » radical. Le sociologue Philippe Corcuff résume la pensée d’Alain Soral comme « un amalgame d’extrême droite et de gauche » tout en le considérant comme l’un des principaux « pôles émetteurs », avec Éric Zemmour, Élisabeth Lévy et Alain Finkielkraut, de « l’idéologie néoconservatrice »,. Pierre Tevanian et l’universitaire Fatiha Kaoues affirment : « Cette étrange synthèse entre un faux socialisme et un vrai nationalisme […] porte un nom : fascisme ».
Pour sa part, l’intéressé récuse le classement à l’extrême droite, dont il estime être « aux antipodes » et qu’il interprète, « au moins depuis 1945 et plus encore depuis Mai 68 », comme « une invention du gauchisme, sous sponsoring atlantiste, soit de la droite d’affaires (ce que j’appelle la Banque) pour cacher que le national-socialisme était socialement de gauche ». L’extrême droite désigne selon lui « les néo-conservateurs, les impérialistes américano-sionistes et le pouvoir bancaire international ». Il dénonce également la gauche « culturo-mondaine », par opposition à la gauche sociale et ouvriériste. Dans Jusqu’où va-t-on descendre ? Abécédaire de la bêtise ambiante, paru en 2002, Alain Soral affirmait : « Je suis émotionnellement de gauche, orphelin du PC et nostalgique du progressisme ». Depuis, il utilise plusieurs termes pour se définir : « national-républicain », « gaucho-lepéniste à la rigueur », républicain universaliste d’inspiration marxiste, ou encore « national-socialiste », précisant qu’il l’est « à la française » ou encore « à la manière d’Hugo Chávez », « sans besoin de recours à une théorie raciale pour des raisons d’espace vital, ce qui correspondait à la situation allemande. L’idéologie découlant souvent de la géographie ! »,. Pour Jean-Yves Camus et Nicolas Lebourg, spécialistes de l'extrême droite, Alain Soral « joue la diabolisation jusqu'à se déclarer “national-socialiste”, alors même que son absence de racialisme interdit de la comparer au nazisme ». Dans son ouvrage Comprendre l’Empire (2011), il cite Karl Marx, Pierre-Joseph Proudhon, Friedrich Nietzsche, Carl Schmitt, Georges Sorel, Georges Dumézil, Jean-Claude Michéa, Julius Evola, Maximilien de Robespierre, Bakounine, George Orwell, Henri Béraud et Michel Clouscard,,. En 2017, il adresse ses encouragements à Jean-Luc Mélenchon. D'après le journaliste Mathieu Molard, Alain Soral exploite également « l’expectative d’un désastre économique ou écologique » en relayant des « démarches de retour à la terre ou de décroissance », proches selon lui de celles professées par Pierre Rabhi.

#### Propos divers sur la Shoah, le sionisme et le judaïsme

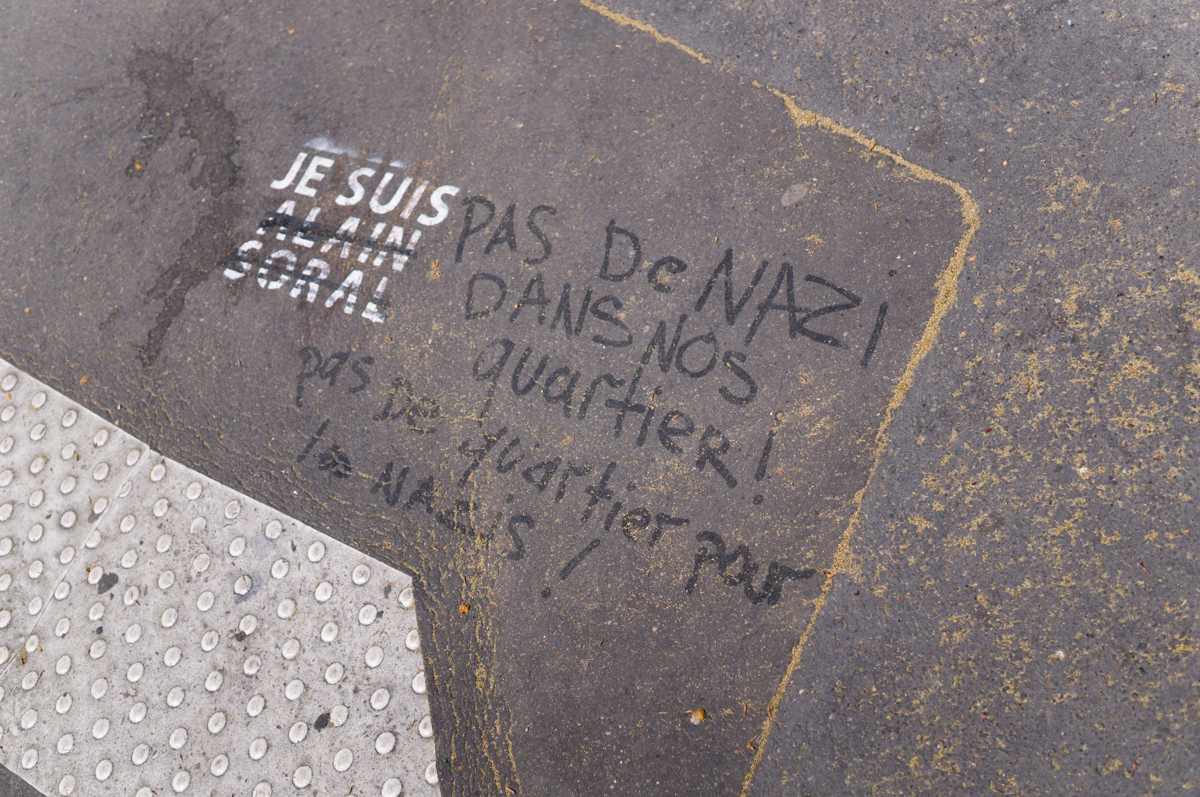
Pas de nazi dans nos quartiers ! Pas de quartier pour les nazis !, graffiti anti-Soral à Paris.